# Curiosivespa orapa
Curiosivespa orapa är en getingart som beskrevs av Brothers 1992. Curiosivespa orapa ingår i släktet Curiosivespa och familjen getingar. Inga underarter finns listade i Catalogue of Life.